# Pinnaspis
Pinnaspis är ett släkte av insekter. Pinnaspis ingår i familjen pansarsköldlöss.

## Dottertaxa tillPinnaspis, i alfabetisk ordning[1]
- Pinnaspis alatae
- Pinnaspis albizziae
- Pinnaspis boehmeriae
- Pinnaspis buxi
- Pinnaspis chamaecyparidis
- Pinnaspis diaspiformis
- Pinnaspis dracaenae
- Pinnaspis dysoxyli
- Pinnaspis exercitata
- Pinnaspis fici
- Pinnaspis fonsecai
- Pinnaspis frontalis
- Pinnaspis hainnanensis
- Pinnaspis hibisci
- Pinnaspis hikosana
- Pinnaspis indivisa
- Pinnaspis javanensis
- Pinnaspis juniperi
- Pinnaspis liui
- Pinnaspis longula
- Pinnaspis megaloba
- Pinnaspis melaleucae
- Pinnaspis minima
- Pinnaspis muntingi
- Pinnaspis musae
- Pinnaspis mussaendae
- Pinnaspis orlandi
- Pinnaspis piperis
- Pinnaspis rhododendri
- Pinnaspis rombica
- Pinnaspis sciadopityos
- Pinnaspis scrobicularum
- Pinnaspis shirozui
- Pinnaspis siamensis
- Pinnaspis strachani
- Pinnaspis theae
- Pinnaspis tuberculata
- Pinnaspis uniloba
- Pinnaspis uvariae
- Pinnaspis yamamotoi